# Saint-Lyé-la-Forêt
Saint-Lyé-la-Forêt è un comune francese di 1 100 abitanti situato nel dipartimento del Loiret nella regione del Centro-Valle della Loira.

## Società

### Evoluzione demografica
Abitanti censiti